# Safia pascuala
Safia pascuala là một loài bướm đêm trong họ Noctuidae.